# Tortosendo
Tortosendo ist eine portugiesische Gemeinde im Stadtbezirk von Covilhã.

## Daten
Die Einwohnerzahl belief sich am 19. April 2021 auf 5216, verteilt auf einer Fläche von 17,8 km². Das ergibt eine Bevölkerungsdichte von 294 EW/km².
Von 1615 bis 1970 entwickelte sich die Einwohnerzahl kontinuierlich von 600 zu etwa 5800 nach oben.

## Lage
Tortosendo liegt in Mittelportugal am südöstlichen Rande des Naturparks Serra da Estrela. Zur spanischen Grenze im Osten sind es etwa 30 km. Nach Covilha im Norden sind es 5 km und nach Fundao im Süden etwa 12 km. Der Ort hat Anschluss an die portugiesische Autoestrada A23, was der Europastraße 802 und 806 entspricht.